# Парламентські вибори в Грузинській РСР (1990)
Парламентські вибори відбулися в Грузинській РСР 28 жовтня 1990 року, другий тур відбувся 11 листопада.  Вони були першими вільними парламентськими виборами з 1919 року, а партія Круглий Стіл - Вільна Грузія стала найбільшою партією в парламенті здобувши 155 з 250 місць. Явка виборців становила 69,9%.
Депутат Верховної Ради Грузинської РСР від «Круглого столу - Вільна Грузія» Звіад Гамсахурдія був обраний цим складом парлменту головою Президії Верховної Ради 14 листопада, тобто фактично лідером Грузії.
Обраний парламент відповідав за деякі найважливіші рішення в сучасній історії Грузії, такі як проголошення незалежності від Радянського Союзу, прийняття першої Конституції Республіки Грузія, а також скасування автономії Південної Осетії і подальше ведення війни в Південній Осетії .
Це були перші і єдині вільні вибори до Верховної Ради Грузинської РСР. Рада припинила свою діяльність після державного перевороту 6 січня 1992 року, і деякі її члени взяли участь у подальшій громадянській війні . Парламент Грузії був відновлений у березні 1992 року як "Державна рада", а нові вибори відбулись 4 серпня того ж року.

## Підсумки виборів
| Партія                                                  | Одномандатні округи | Одномандатні округи | Одномандатні округи | Загальнонаціональний округ | Загальнонаціональний округ | Загальнонаціональний округ | Всього місць |
| Партія                                                  | Голосів             | %                   | Місць               | Голосів                    | %                          | Місць                      | Всього місць |
| ------------------------------------------------------- | ------------------- | ------------------- | ------------------- | -------------------------- | -------------------------- | -------------------------- | ------------ |
| Круглий стіл — Вільна Грузія                            |                     |                     | 74                  | 1,248,111                  | 54,0                       | 81                         | 155          |
| Комуністична партія Грузії                              |                     |                     | 20                  | 683824                     | 29.6                       | 44                         | 64           |
| Блок злагоди, миру, відродження                         |                     |                     | 0                   | 80 262                     | 3.5                        | 0                          | 0            |
| Блок свободи                                            |                     |                     | 0                   | 71.602                     | 3.1                        | 0                          | 0            |
| Всегрузинське товариство Руставелі                      |                     |                     | 1                   | 53 673                     | 2.3                        | 0                          | 1            |
| Народний фронт                                          |                     |                     | 12                  | 43 771                     | 1.9                        | 0                          | 12           |
| Блок Демократичної Грузії                               |                     |                     | 4                   | 40769                      | 1.8                        | 0                          | 4            |
| Блок визволення та економічного відродження             |                     |                     | 1                   | 33 687                     | 1.5                        | 0                          | 1            |
| Соціал-демократична партія Грузії                       |                     |                     | 0                   | 32 699                     | 1.4                        | 0                          | 0            |
| Прогресивна партія Грузії                               |                     |                     | 0                   | 15 496                     | 0,7                        | 0                          | 0            |
| Політичний союз громадян - Всегрузинський союз фермерів |                     |                     | 0                   | 8029                       | 0,4                        | 0                          | 0            |
| Незалежні                                               |                     |                     | 9                   | -                          | -                          | -                          | 9            |
| Вакантні                                                | -                   | -                   | 4                   | -                          | -                          | 0                          | 4            |
| Недійсні голоси                                         |                     | -                   | -                   | 84797                      | -                          | -                          | -            |
| Всього                                                  |                     |                     | 125                 | 2 396 720                  | 100                        | 125                        | 250          |
| Джерело: Nohlen et al.                                  |                     |                     |                     |                            |                            |                            |              |